# 민락중학교
민락중학교(民樂中學校)는 대한민국 경기도 의정부시 민락동에 있는 공립 중학교이다.

## 학교 연혁
- 1999년 1월 15일 : 민락중학교 설립 인가
- 1999년 3월 1일 : 초대 민영두 교장 취임
- 1999년 3월 3일 : 개교, 입학식(9학급 498명)
- 2021년 2월 26일 : 과학실 현대화 사업(과학실 리모델링)
- 2021년 3월 1일 : 경기도 교육청 혁신학교 지정
- 2022년 3월 2일 : 경기도 혁신학교 운영 2년차
- 2022년 3월 2일 : 에듀테크 미래학교 운영교
- 2022년 3월 2일 : 의정부 드림메이커 운영교
- 2023년 3월 1일 : 제8대 정정은 교장 취임
- 2024년 1월 4일 : 제23회 졸업생 233명
- 2024년 3월 4일 : 제26회 입학생 259명

## 참고 자료
- 민락중학교 - 한국교육학술정보원 학교알리미